# 1966 v hudbě
Tento článek obsahuje události související s hudbou, které proběhly v roce 1966.

## Události
- The Beatles přestali veřejně vystupovat.
- V Londýně vznikla rocková skupina Cream.

## Vydaná alba
- 1 – Tim Hardin
- A Slice of the Top – Hank Mobley with Lee Morgan
- Adam's Apple – Wayne Shorter
- Aftermath – The Rolling Stones
- Alfie Soundtrack – Sonny Rollins
- All About Makeba – Miriam Makeba
- All Through the Night: Julie London Sings the Choicest of Cole Porter – Julie London
- And Now! – Booker T and the MGs
- And Then... Along Comes The Association – The Association
- Animalism – The Animals
- Animalization – The Animals
- Are You A Boy Or Are You A Girl? – The Barbarians
- Autumn '66 – The Spencer Davis Group
- Away We A Go–Go – Smokey Robinson and the Miracles
- Beau Brummels '66 – The Beau Brummels
- Big Hits (High Tide and Green Grass) – The Rolling Stones
- Bill Haley–a–Go Go – Bill Haley & His Comets
- Black Monk Time – The Monks
- Blonde on Blonde – Bob Dylan
- Blow Up Soundtrack – Herbie Hancock
- Bluesbreakers with Eric Clapton – John Mayall
- Boom – The Sonics
- Boots – Nancy Sinatra
- Both Sides of Herman's Hermits – Herman's Hermits
- Buffalo Springfield – Buffalo Springfield
- Bus Stop – The Hollies
- The Classic Roy Orbison – Roy Orbison
- Color Me Barbra – Barbra Streisand
- Come the Day – The Seekers
- Come Out – Steve Reich
- Complete and Unbelievable: The Otis Redding Dictionary of Soul – Otis Redding
- Conquistador! – Cecil Taylor
- Country Joe and the Fish – Country Joe and the Fish
- The Creation – The Creation (skupina)
- Cristmas Songs – James Brown
- Crying Time – Ray Charles
- Daydream – The Lovin' Spoonful
- DelightfuLee – Lee Morgan with Wayne Shorter
- Dion & The Belmonts Together Again – Dion DiMucci & the Belmonts
- Distant Drums – Jim Reeves
- Doctor Zhivago – Maurice Jarr
- Double Dynamite – Sam and Dave
- Down on Stovall's Plantation – Muddy Waters
- Drums Unlimited – Max Roach
- East Broadway Run Down – Sonny Rollins
- East–West – The Paul Butterfield Blues Band
- Ella and Duke at the Cote D'Azur – Ella Fitzgerald and Duke Ellington
- The Empty Foxhole – Ornette Coleman
- Everybody Loves a Nut – Johnny Cash
- The Exciting Wilson Pickett – Wilson Pickett
- Face to Face – The Kinks
- Faithful Forever – Marianne Faithfull
- Far Cry – Eric Dolphy
- The Far East Suite – Duke Ellington
- Fifth Dimension – The Byrds
- For Certain Because – The Hollies
- For the Night People – Julie London
- Frankie and Johnny – Elvis Presley
- Freak Out! – The Mothers of Invention
- Fresh Cream – Cream
- Gettin' Ready – The Temptations
- Go Away From My World – Marianne Faithfull
- Got Live If You Want It! – The Rolling Stones
- The Great Aarrival – Sergio Mendes and Brasil '66
- The Great San Bernadino Birthday Party and Other Excursions – John Fahey
- Grrr – Hugh Masakela
- Happiness is You – Johnny Cash
- Here and Now and Sounding Good! – Dick Morrissey Quartet
- Here I Am – Dionne Warwick
- Hey Joe – The Leaves
- The High, Lonesome Sound of Bill Monroe – Bill Monroe
- Hold On, I'm Comin' – Sam and Dave
- Hums of the Lovin' Spoonful – The Lovin' Spoonful
- I Got You (I Feel Good) – James Brown
- I Hear a Symphony – The Supremes
- If You Can Believe Your Eyes and Ears – The Mamas & the Papas
- Ike and Tina Turner and the Raelettes – Ike & Tina Turner
- Impressions of a Patch of Blue – Sun Ra
- In My Quiet Room – Harry Belafonte
- In The Beginning – Paul Revere and the Raiders
- In The Christmas Spirit – Booker T and the MGs
- The Incredible String Band – The Incredible String Band
- It's a Man's Man's Man's World – James Brown
- Jack Orion – Bert Jansch
- James Brown Plays New Breed (The Boo–Ga–Loo) – James Brown
- James Brown Sings Christmas Songs – James Brown
- James Brown Sings James Brown Today and Yesterday – James Brown
- Je m'appelle Barbra – Barbra Streisand
- The Jody Grind – Horace Silver
- Just Between the Two of Us – Merle Haggard
- Lightfoot! – Gordon Lightfoot
- Lightly Latin – Perry Como
- Little Wheel Spin and Spin – Buffy Saint Marie
- Live at the Cafe Au Go Go – Blues Project
- Live at Unicorn Coffee House – The Paul Butterfield Blues Band
- Live in Greenwich Village – Albert Ayler
- The Lost Acetates 1965–1966 – The Misunderstood
- Love (album) – Love (skupina)
- Love, Strings and Jobim – Antonio Carlos Jobim
- Machines – Manfred Mann
- Malaisha – Miriam Makeba
- The Mamas and the Papas – The Mamas & the Papas
- Mama Too Tight – Archie Shepp,Free Jazz
- Mann Made Hits – Manfred Mann
- Mean as Hell – Johnny Cash
- Midnight Ride – Paul Revere and the Raiders
- Mighty Instrumentals – James Brown
- Miles Smiles – Miles Davis
- Mission:Impossible – Lalo Schifrin
- Mode for Joe – Joe Henderson
- The Monkees – The Monkees
- Monorails and Satallites – Sun Ra
- Moods of Marvin Gaye – Marvin Gaye
- North Country Maid – Marianne Faithful
- Nothing Is – Sun Ra
- On Top – The Four Tops
- The Orbison Way – Roy Orbison
- The Originator – Bo Diddley
- Other Planes of There – Sun Ra
- Paradise, Hawaiian Style – Elvis Presley
- Parsley, Sage, Rosemary and Thyme – Simon and Garfunkel (10. říjen)
- Pet Sounds – The Beach Boys
- Phil Ochs in Concert – Phil Ochs
- Play One More – Ian and Sylvia
- Portrait – The Walker Brothers
- Presents – Charles Mingus
- Projections – Blues Project
- Psychedelic Lollipops – Blues Magoos
- The Psychedelic Sounds of the 13th Floor Elevators – The 13th Floor Elevators
- A Quick One – The Who
- Ray's Moods – Ray Charles
- The Real Folk Blues – Howlin' Wolf
- The Real Folk Blues – Muddy Waters
- The Real Folk Blues – Sonny Boy Williamson (Rice Miller)
- Reflections in a Crystal Wind – Richard Farina and Mimi Farina
- The Remains – The Remains
- Revolver – The Beatles
- River Deep – Mountain High – Ike & Tina Turner
- Roadrunner – Junior Walker and the All Stars
- Sam and Dave Roulette – Sam and Dave
- Satisfied With You – The Dave Clark Five
- Second Album – The Four Tops
- The Second Album – The Spencer Davis Group
- The Seeds – The Seeds
- Sergio Mendes and Brasil '66 – Sergio Mendes and Brasil '66
- Shadow Music – The Shadows
- Sky High – Alexis Korner
- Small Faces – The Small Faces
- Sometimes Good Guys Don't Wear White – The Standells
- Sonny Side of Cher – Cher
- The Soul Album – Otis Redding
- Soul Sister – Aretha Franklin
- Sound – Roscoe Mitchell Sextet
- Sounds of Silence – Simon and Garfunkel
- Spinout – Elvis Presley
- S.R.O. – Herb Alpert and the Tijuana Brass
- The Stockholm Concert, 1966 – Ella Fitzgerald and Duke Ellington
- Stop!Stop!Stop! – The Hollies
- Sunshine Superman – Donovan
- Supreme's a Go–Go – The Supremes
- Swinging Doors – Merle Haggard
- Symphony for Improvisers – Don Cherry with Pharoah Sanders and Gato Barbieri
- Take a Little Walk With Me – Tom Rush
- Takes Off – The Jefferson Airplane
- Tauhid – Pharoah Sanders
- Try Too Hard – The Dave Clark Five
- Unit Structures – Cecil Taylor
- Uptight – Stevie Wonder
- Víctor Jara (Geografía) – Víctor Jara
- Visits Planet Earth – Sun Ra
- Volume One – The West Coast Pop Art Experimental Band
- What Now My Love – Herb Alpert and the Tijuana Brass
- What's Up Tiger Lily? – The Lovin' Spoonful
- When Angels Speak of Love – Sun Ra
- Where Is Brooklyn? – Don Cherry with Pharoah Sanders
- Where Were You When I Needed You? – The Grass Roots
- Whiskey–a–Go Go – Bill Haley & His Comets
- Why Pick On Me? – The Standells
- Wild is the Wind – Nina Simone
- With God On Our Side – Joan Baez
- Wonderfulness – Bill Cosby
- Working My Way Back to You – The Four Seasons
- Would You Believe? – The Hollies
- The Yardbirds USA – title: "Over, Under Sideways, Down" – The Yardbirds
- Yesterday and Today – The Beatles
- You Got My Mind Messed Up – James Carr
- You Make Me Feel So Good – The McCoys
- The Young Rascals – The Young Rascals

## Hity
- domácí

- zahraniční
- We Can Work It Out – The Beatles
- California Dreamin – The Mamas and The Papas
- Monday, Monday – The Mamas and The Papas

## Narození
- 18. března – Jerry Cantrell, Alice in Chains
- 4. dubna – Mike Starr, Alice in Chains, Sun Red Sun (zemřel 8. března 2011)
- 14. května – Mike Inez, Alice in Chains, Slash's Snakepit, Black Label Society, Spys4Darwin
- 27. května – Sean Kinney, Alice in Chains
- Bassekou Kouyaté – malijský hráč na ngoni

## Úmrtí
- 18. června – Robert Fuller, zakladatel skupiny Bobby Fuller Four (* 23. října 1943)
- 27. srpna – Brian Epstein, manažer The Beatles